# Белуй
Белуй (словац. Beluj) — село в окрузі Банська Штявниця Банськобистрицького краю Словаччини. Станом січень 2024 року в селі проживало 126 137 Протікає Белуйський потік.

## Населення
| Рік:            | 1994. | 2004.    | 2014.    | 2024.    |
| --------------- | ----- | -------- | -------- | -------- |
| Кількість осіб: | 178   | 159      | 121      | 137      |
| Різниця:        |       | -10,67 % | -23,89 % | +13,22 % |

| Рік:            | 2023. | 2024.   |
| --------------- | ----- | ------- |
| Кількість осіб: | 143   | 137     |
| Різниця:        |       | -4,19 % |